# Phiale flavescens
Phiale flavescens là một loài nhện trong họ Salticidae.
Loài này thuộc chi Phiale. Phiale flavescens được Elizabeth Maria Gifford Peckham & George William Peckham miêu tả năm 1896.